# Коневая оппозиция
Коневая оппозиция — положение в шахматной партии, когда белый и чёрный король расположены на расстоянии хода коня друг от друга.
|   | a                                                                     | b                                                                     | c                                                                     | d                                                                     | e                                                                     | f                                                                     | g                                                                     | h                                                                     |   |
| - | --------------------------------------------------------------------- | --------------------------------------------------------------------- | --------------------------------------------------------------------- | --------------------------------------------------------------------- | --------------------------------------------------------------------- | --------------------------------------------------------------------- | --------------------------------------------------------------------- | --------------------------------------------------------------------- | - |
| 8 | e5 чёрная пешка · f5 белый король · d4 чёрный король · e4 белая пешка | e5 чёрная пешка · f5 белый король · d4 чёрный король · e4 белая пешка | e5 чёрная пешка · f5 белый король · d4 чёрный король · e4 белая пешка | e5 чёрная пешка · f5 белый король · d4 чёрный король · e4 белая пешка | e5 чёрная пешка · f5 белый король · d4 чёрный король · e4 белая пешка | e5 чёрная пешка · f5 белый король · d4 чёрный король · e4 белая пешка | e5 чёрная пешка · f5 белый король · d4 чёрный король · e4 белая пешка | e5 чёрная пешка · f5 белый король · d4 чёрный король · e4 белая пешка | 8 |
| 7 | e5 чёрная пешка · f5 белый король · d4 чёрный король · e4 белая пешка | e5 чёрная пешка · f5 белый король · d4 чёрный король · e4 белая пешка | e5 чёрная пешка · f5 белый король · d4 чёрный король · e4 белая пешка | e5 чёрная пешка · f5 белый король · d4 чёрный король · e4 белая пешка | e5 чёрная пешка · f5 белый король · d4 чёрный король · e4 белая пешка | e5 чёрная пешка · f5 белый король · d4 чёрный король · e4 белая пешка | e5 чёрная пешка · f5 белый король · d4 чёрный король · e4 белая пешка | e5 чёрная пешка · f5 белый король · d4 чёрный король · e4 белая пешка | 7 |
| 6 | e5 чёрная пешка · f5 белый король · d4 чёрный король · e4 белая пешка | e5 чёрная пешка · f5 белый король · d4 чёрный король · e4 белая пешка | e5 чёрная пешка · f5 белый король · d4 чёрный король · e4 белая пешка | e5 чёрная пешка · f5 белый король · d4 чёрный король · e4 белая пешка | e5 чёрная пешка · f5 белый король · d4 чёрный король · e4 белая пешка | e5 чёрная пешка · f5 белый король · d4 чёрный король · e4 белая пешка | e5 чёрная пешка · f5 белый король · d4 чёрный король · e4 белая пешка | e5 чёрная пешка · f5 белый король · d4 чёрный король · e4 белая пешка | 6 |
| 5 | e5 чёрная пешка · f5 белый король · d4 чёрный король · e4 белая пешка | e5 чёрная пешка · f5 белый король · d4 чёрный король · e4 белая пешка | e5 чёрная пешка · f5 белый король · d4 чёрный король · e4 белая пешка | e5 чёрная пешка · f5 белый король · d4 чёрный король · e4 белая пешка | e5 чёрная пешка · f5 белый король · d4 чёрный король · e4 белая пешка | e5 чёрная пешка · f5 белый король · d4 чёрный король · e4 белая пешка | e5 чёрная пешка · f5 белый король · d4 чёрный король · e4 белая пешка | e5 чёрная пешка · f5 белый король · d4 чёрный король · e4 белая пешка | 5 |
| 4 | e5 чёрная пешка · f5 белый король · d4 чёрный король · e4 белая пешка | e5 чёрная пешка · f5 белый король · d4 чёрный король · e4 белая пешка | e5 чёрная пешка · f5 белый король · d4 чёрный король · e4 белая пешка | e5 чёрная пешка · f5 белый король · d4 чёрный король · e4 белая пешка | e5 чёрная пешка · f5 белый король · d4 чёрный король · e4 белая пешка | e5 чёрная пешка · f5 белый король · d4 чёрный король · e4 белая пешка | e5 чёрная пешка · f5 белый король · d4 чёрный король · e4 белая пешка | e5 чёрная пешка · f5 белый король · d4 чёрный король · e4 белая пешка | 4 |
| 3 | e5 чёрная пешка · f5 белый король · d4 чёрный король · e4 белая пешка | e5 чёрная пешка · f5 белый король · d4 чёрный король · e4 белая пешка | e5 чёрная пешка · f5 белый король · d4 чёрный король · e4 белая пешка | e5 чёрная пешка · f5 белый король · d4 чёрный король · e4 белая пешка | e5 чёрная пешка · f5 белый король · d4 чёрный король · e4 белая пешка | e5 чёрная пешка · f5 белый король · d4 чёрный король · e4 белая пешка | e5 чёрная пешка · f5 белый король · d4 чёрный король · e4 белая пешка | e5 чёрная пешка · f5 белый король · d4 чёрный король · e4 белая пешка | 3 |
| 2 | e5 чёрная пешка · f5 белый король · d4 чёрный король · e4 белая пешка | e5 чёрная пешка · f5 белый король · d4 чёрный король · e4 белая пешка | e5 чёрная пешка · f5 белый король · d4 чёрный король · e4 белая пешка | e5 чёрная пешка · f5 белый король · d4 чёрный король · e4 белая пешка | e5 чёрная пешка · f5 белый король · d4 чёрный король · e4 белая пешка | e5 чёрная пешка · f5 белый король · d4 чёрный король · e4 белая пешка | e5 чёрная пешка · f5 белый король · d4 чёрный король · e4 белая пешка | e5 чёрная пешка · f5 белый король · d4 чёрный король · e4 белая пешка | 2 |
| 1 | e5 чёрная пешка · f5 белый король · d4 чёрный король · e4 белая пешка | e5 чёрная пешка · f5 белый король · d4 чёрный король · e4 белая пешка | e5 чёрная пешка · f5 белый король · d4 чёрный король · e4 белая пешка | e5 чёрная пешка · f5 белый король · d4 чёрный король · e4 белая пешка | e5 чёрная пешка · f5 белый король · d4 чёрный король · e4 белая пешка | e5 чёрная пешка · f5 белый король · d4 чёрный король · e4 белая пешка | e5 чёрная пешка · f5 белый король · d4 чёрный король · e4 белая пешка | e5 чёрная пешка · f5 белый король · d4 чёрный король · e4 белая пешка | 1 |
|   | a                                                                     | b                                                                     | c                                                                     | d                                                                     | e                                                                     | f                                                                     | g                                                                     | h                                                                     |   |

На диаграмме — позиция обоюдного цугцванга: проигрывает сторона, за которой очерёдность хода — 1.Кре6 ~ Кр:е4 и чёрные выигрывают.